# 诺贝尔基金会
諾貝爾基金會成立於1900年，是根據諾貝爾遺嘱所建立的私人機構，專門管理諾貝爾遺產及諾貝爾獎的頒發。此基金會也從事一些投資，分別在1946年與1953年，获得瑞典與美國的免稅優待。
原本諾貝爾基金會的投資對象限定於國債與貸款等較風險較少的證券，1953年開始投資股票市場。2000年開始，投資所得也開始用於獎金，在先前，獎金只能來自利息與紅利。